# Denys Jurčenko
Denys Serhijovyč Jurčenko (in ucraino Денис Сергійович Юрченко?; Donec'k, 27 gennaio 1978) è un astista ucraino.
Ha vinto la medaglia d'argento ai Giochi olimpici di Pechino 2008, poi revocata nel 2016 a seguito dei controlli posticipati dell'antidoping.

## Palmarès
| Anno | Manifestazione   | Sede              | Evento           | Risultato      | Prestazione | Note                          |
| ---- | ---------------- | ----------------- | ---------------- | -------------- | ----------- | ----------------------------- |
| 1999 | Europei under 23 | Göteborg          | Salto con l'asta | Qualificazione | 5,20 m      |                               |
| 2000 | Giochi olimpici  | Sydney            | Salto con l'asta | Qualificazione | 5,40 m      |                               |
| 2002 | Europei indoor   | Vienna            | Salto con l'asta | Qualificazione | nm          |                               |
| 2002 | Europei          | Monaco di Baviera | Salto con l'asta | 6º             | 5,70 m      |                               |
| 2003 | Mondiali         | Parigi            | Salto con l'asta | 6º             | 5,70 m      |                               |
| 2004 | Mondiali indoor  | Budapest          | Salto con l'asta | Bronzo         | 5,70 m      |                               |
| 2004 | Giochi olimpici  | Atene             | Salto con l'asta | 9º             | 5,65 m      |                               |
| 2005 | Europei indoor   | Madrid            | Salto con l'asta | Argento        | 5,85 m      | Miglior prestazione personale |
| 2005 | Mondiali         | Helsinki          | Salto con l'asta | Qualificazione | 5,45 m      |                               |
| 2006 | Mondiali indoor  | Mosca             | Salto con l'asta | Qualificazione | nm          |                               |
| 2006 | Europei          | Göteborg          | Salto con l'asta | Qualificazione | nm          |                               |
| 2007 | Europei indoor   | Birmingham        | Salto con l'asta | Argento        | 5,71 m      |                               |
| 2007 | Mondiali         | Osaka             | Salto con l'asta | 12º            | 5,66 m      |                               |
| 2008 | Mondiali indoor  | Valencia          | Salto con l'asta | Qualificazione | 5,35 m      |                               |
| 2008 | Giochi olimpici  | Pechino           | Salto con l'asta | dq             | dq          |                               |
| 2010 | Europei          | Barcellona        | Salto con l'asta | Qualificazione | nm          |                               |
| 2011 | Mondiali         | Taegu             | Salto con l'asta | 22º (q)        | 5,35 m      |                               |
| 2012 | Europei          | Helsinki          | Salto con l'asta | Qualificazione | nm          |                               |
| 2012 | Giochi olimpici  | Londra            | Salto con l'asta | Qualificazione | nm          |                               |